# Eiconaxius andamanensis
Eiconaxius andamanensis is een tienpotigensoort uit de familie van de Axiidae. De wetenschappelijke naam van de soort is voor het eerst geldig gepubliceerd in 1901 door Alcock.